# Dun-le-Palestel
Dun-le-Palestel (okcitansko Dun) je naselje in občina v francoskem departmaju Creuse regije Limousin. Leta 2007 je naselje imelo 1.147 prebivalcev.

## Geografija
Kraj leži v pokrajini Marche 28 km severozahodno od Guéreta.

## Uprava
Dun-le-Palestel je sedež istoimenskega kantona, v katerega so poleg njegove vključene še občine La Celle-Dunoise, La Chapelle-Baloue, Colondannes, Crozant, Fresselines, Lafat, Maison-Feyne, Naillat, Sagnat, Saint-Sébastien, Saint-Sulpice-le-Dunois in Villard s 6.524 prebivalci.
Kanton Dun-le-Palestel je sestavni del okrožja Guéret.